# Karoline Franziska Dorothea von Parkstein

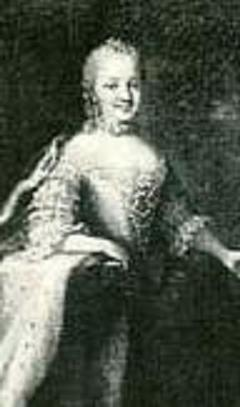
Gräfin Karoline Franziska von Parkstein (1762–1816), Prinzessin zu Isenburg und Büdingen

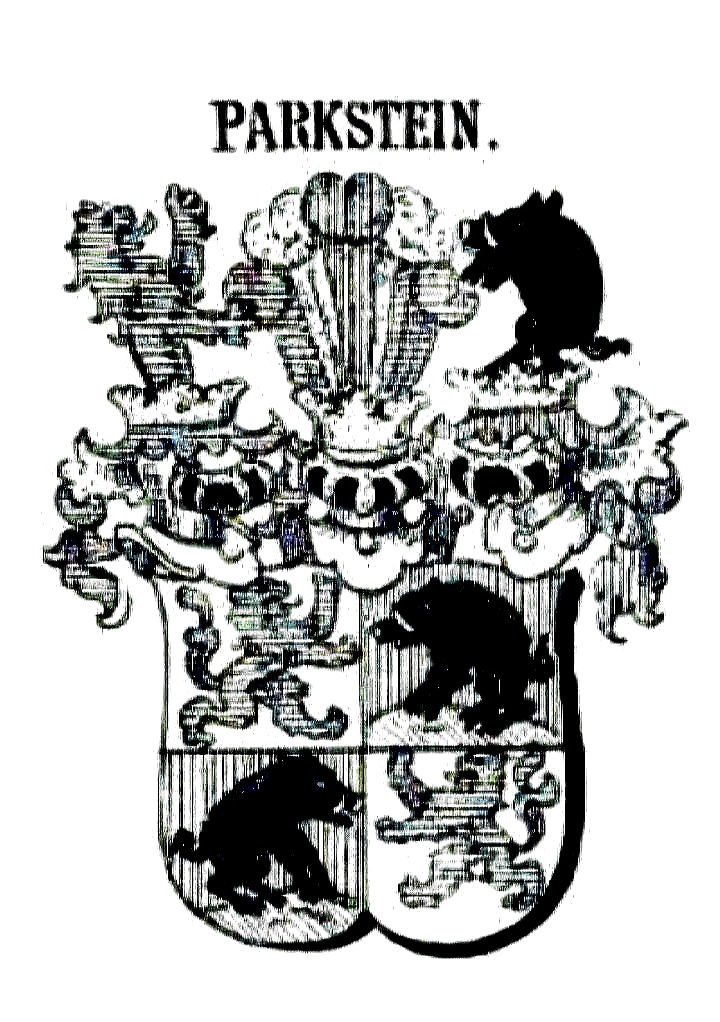
Gräfliches Wappen von Parkstein

Karoline Franziska Dorothea von Parkstein (* 1762; † 7. September 1816 in Bad Windsheim, Ortsteil Ickelheim, Schloss Ickelheim) war eine Gräfin von Parkstein und durch Heirat Prinzessin zu Isenburg und Büdingen sowie letzte Herrin von Reipoltskirchen.

## Leben

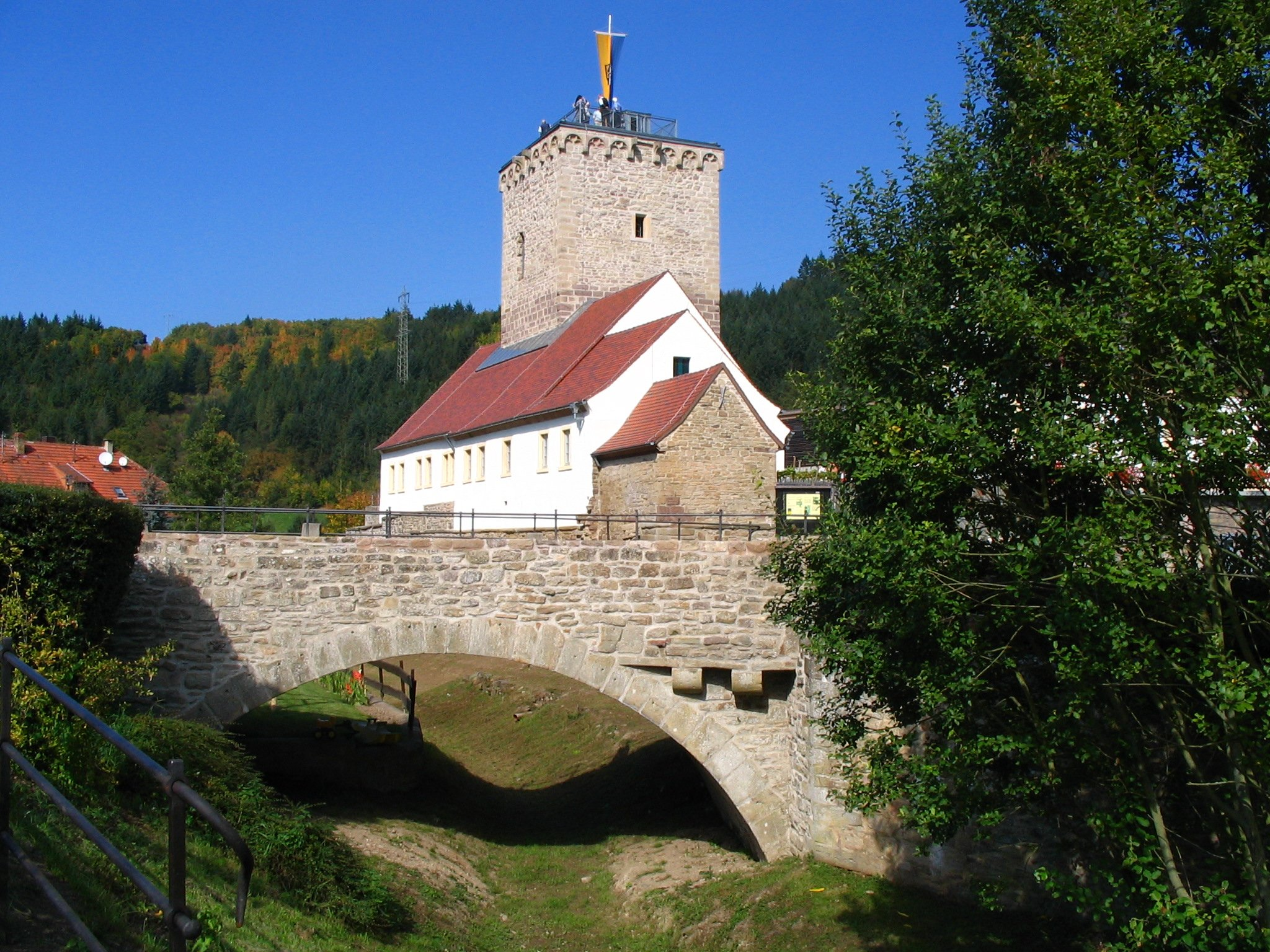
Wasserburg Reipoltskirchen, Residenz ihrer Herrschaft Reipoltskirchen

Karoline Franziska war eine außerehelich geborene Tochter des Kurfürsten Karl Theodor von Pfalz-Bayern (1724–1799) aus seiner Beziehung mit Françoise Després-Verneuil († 1765), die 1762 zur „Freiin von Parkstein“ erhoben worden war. Sie soll eine Bäckerstochter aus Mannheim gewesen sein und ursprünglich Franziska Huber geheißen haben. Karoline Franziska, die schwerhörig war und kaum sprechen konnte, wurde 1762 legitimiert. Als ihr Vormund wurde der Minister Freiherr Peter Emanuel von Zedtwitz eingesetzt.
Erster Ehekandidat war Gardekapitän und Intendant von Portia. Jedoch weigerte sich Karoline Franziska ihn zu heiraten; Portia fiel in Ungnade und wurde vom Hof entfernt. Ihr Vater versuchte, um die Ebenbürtigkeit zu erreichen, seine Tochter beim Kaiser zur Gräfin von Parkstein erheben zu lassen. Per kaiserlichem Adelsbrief wurde sie im Januar 1776 in Wien zur Gräfin von „Bergstein“ erhoben. Karoline Franziska schrieb sich jedoch weiterhin „Gräfin von Parkstein“, denn diesen gleichbedeutenden Titel hatte ihr ihr Vater bereits 1762 im Legitimations-Patent beigelegt (Parkstein = Bergstein bzw. im lokalen Dialekt „Berchstoi“). Noch im Jahr 1776 trat der 32 Jahre ältere Generalmajor Prinz Friedrich Wilhelm zu Isenburg und Büdingen (1730–1804) als Bewerber um die Hand von Karoline Franziska auf.
Karoline Franziska heiratete als 14-Jährige am 25. Oktober 1776 auf Schloss Eremitage in Waghäusel den 46-jährigen Prinz Friedrich Wilhelm zu Isenburg. Karl Theodor hatte für seine Tochter von der Pfalz den Löwenhaupt'schen Anteil der Herrschaft Reipoltskirchen erworben, die sie ihrem Ehemann zubrachte. Außer der Herrschaft Reipoltskirchen besaß sie 1769 noch die Hofmarken Ettmannsdorf und Haselbach, die sie 1777 verkaufte. Die Herrschaft Reipoltskirchen ging 1795 durch den Ersten Koalitionskrieg verloren; das Ehepaar Isenburg-Parkstein wurde 1803 durch finanzielle Abfindungen entschädigt. Ein Jahr später wurde Karoline Franziska mit 41 Jahren Witwe. Nur zwei ihrer Kinder überlebten ihre Mutter.
Karoline Franziska von Parkstein bzw. Isenburg lebte als Witwe im ehemaligen Deutschordensschloss zu Ickelheim (heute Bad Windsheim), wo sie auch starb. Sie wurde bei der katholischen Kirche Sondernohe beigesetzt, der klassizistische Grabstein ist dort erhalten.

## Nachkommen
Aus ihrer Ehe mit Friedrich Wilhelm zu Isenburg und Büdingen hatte Karoline Franziska folgende Kinder:
- Karl August (*/† 1777)
- Karl Theodor (1778–1823)

⚭ 1808 Freiin Maria Magdalene von Herding (1789–1859), Tochter von Nikolaus Casimir und Josepha Ursula von Herding
- Auguste (1779–1803)

⚭ 1797 Fürst Karl Albrecht III. zu Hohenlohe-Waldenburg-Schillingsfürst (1776–1843)
- Ernst (1786–1827)

⚭ Maria Josephine Woraleck (1781–1830)
- Karl Wilhelm (*/† 1789)
- Maximilian Wilhelm (1792–1798)